# Medaglia dell'incoronazione di Elisabetta II
La medaglia dell'incoronazione di Elisabetta II fu una medaglia commemorativa coniata per celebrare l'incoronazione di Elisabetta II del Regno Unito. Come per la medaglia realizzata nel 1937 per l'incoronazione del padre Giorgio VI, questa venne coniata con decreto del 2 giugno 1953 e spettava alle autorità locali, oltre che alla regina, la facoltà di conferirla ai meritevoli.
La medaglia venne coniata in 138.214 esemplari di cui:
- 11.561 agli australiani
- 12.500 ai canadesi.

## Descrizione
- la medaglia consiste in un disco circolare in argento. Al diritto si trova l'effigie della regina Elisabetta II indossante le vesti cerimoniali e la corona reale, rivolta verso destra, senza alcuna legenda. Sul retro si trovano le cifre reali EIIR (Elizabetha II regina), sormontate da una grande corona ed attorniate dalla legenda: QUEEN ELIZABETH II CROWNED 2nd JUNE 1953 (regina Elisabetta II incoronata 2 giugno 1953).
- Il nastro è rosso con al centro due strisce blu ed una striscia bianca per parte.

## Fonti
- Veterans Affairs Canada, su vac-acc.gc.ca. URL consultato il 18 dicembre 2019 (archiviato dall'url originale il 20 maggio 2006).
- NZDF Medals, su medals.nzdf.mil.nz.